# The Sims: House Party
The Sims: House Party är det andra expansionspaketet av datorspelet The Sims. Släpptes den 26 mars 2001.
Det som tillkommit i House Party är dels nya möbler och liknande ting, men främst den nya möjligheten att kunna bjuda in sina grannar på party vilket underlättar mycket när man ska få nya kompisar. Bland de nya möblerna så finner man bland annat dansgolv, stora stereor med DJ-bås, buffébord, bålskål och mycket annat som sätter huset i feststämning.